# 篠栗站
篠栗站（日语：／ Sasaguri eki */?）是位於福岡縣糟屋郡篠栗町中央，屬於九州旅客鐵道（JR九州）的篠栗線（福北豐線）車站。車站編號為JC06。

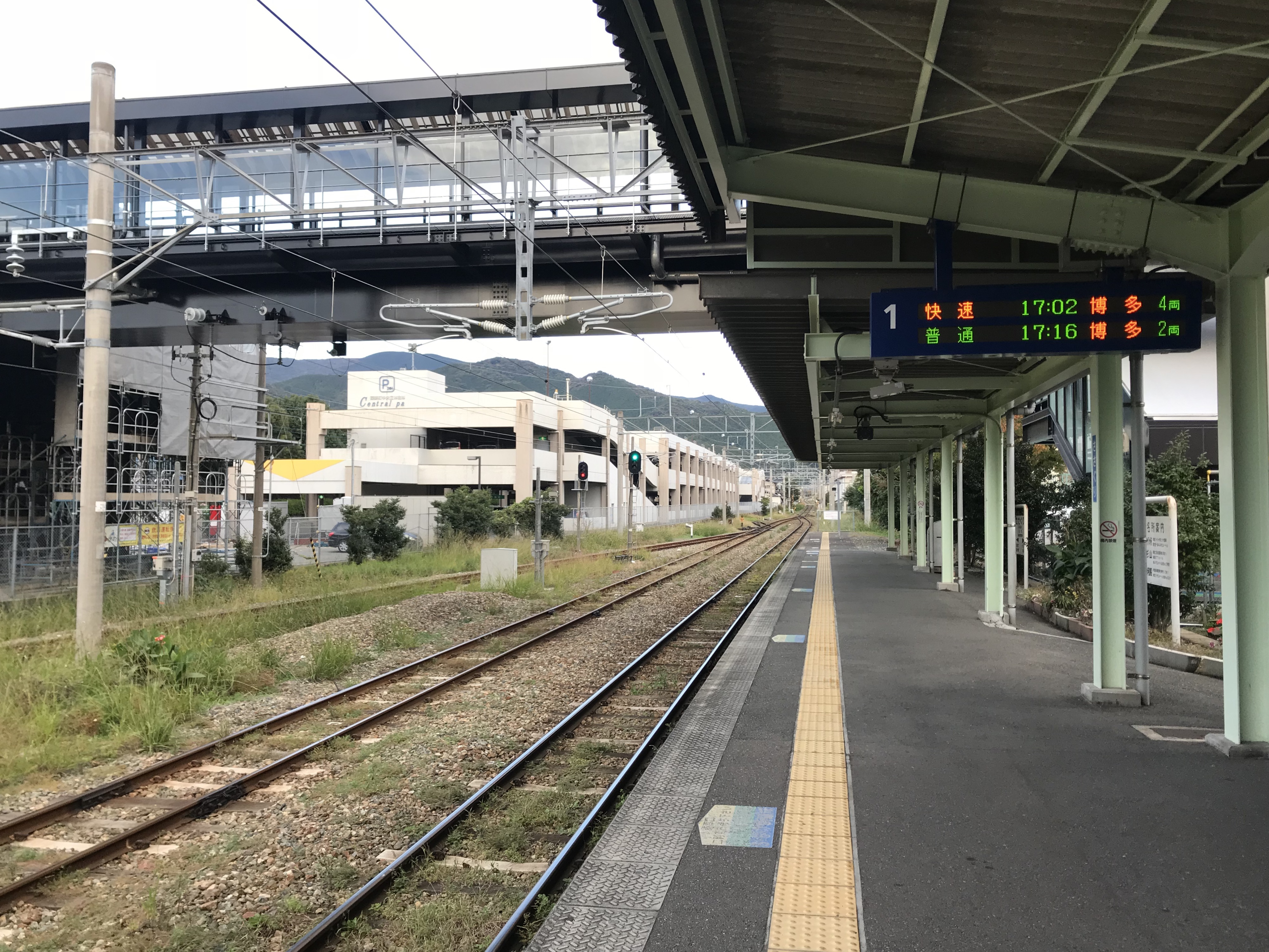
1號月台（2018年11月）

## 歷史
- 1904年（明治37年）6月19日 - 九州鐵道（第一代）吉塚站至此站之間開通，此站啟用。
- 1907年（明治40年）6月1日 - 九州鐵道（第一代）被國有化，成為帝國鐵道廳車站[2][3]。
- 1968年（昭和43年）
  - 5月25日 此站至桂川站之間開通，篠栗線全線開通。
  - 4月15日 - 豐鋼材工業專用線啟用。
- 1987年（昭和62年）
  - 3月23日 - 翻新車站大樓[4]。
  - 4月1日 - 伴隨國鐵分割民營化，車站由九州旅客鐵道（JR九州）營運[5][6][7]。
- 2009年（平成21年）3月1日 - 此站可以使用IC卡「SUGOCA」[8]。
- 2010年（平成22年） - 加設升降機。
- 2019年（令和元年）
  - 10月 - 一名女子高中生在站前的女廁放火。
  - 11月2日 - 隨著實施新地址表示，此站地址由大字篠栗4973番地1變為現時地址。

## 車站構造
此站是地面車站，設有1面1線的單式月台和1面2線的島式月台，共有2面3線的月台。各月台之間透過跨線橋連接，站房則位於車站南邊（下行列車前進方向的左邊）。此站是業務委託車站，並委托JR九州鐵道營業負責車站業務。站內設有綠色窗口和自動閘機，並引入自動廣播系統；而此站可使用SUGOCA。另外此站也是普通和快速停車站，以及特急通過站。
往長者原與博多方向的列車使用1號月台，而往城戶南藏院前及新飯塚方向的列車則使用2號月台，從此站出發的列車使用3號月台。每日設有數班前往新飯塚方向的列車使用3號月台。3號月台可向兩方向出發。

### 月台
| 月台 | 路線     | 上下行 | 方向             | 備註                |
| ---- | -------- | ------ | ---------------- | ------------------- |
| 1    | 福北豐線 | 下行   | 吉塚、博多方向   |                     |
| 2    | 福北豐線 | 上行   | 新飯塚、直方方向 | 部分列車使用3號月台 |
| 3    | 福北豐線 | 下行   | 博多方向         | 於此站折返列車使用  |

## 使用狀況
在2011年度，1日平均乘車人次為10,492人。
| 上落車人次變化 | 上落車人次變化 |
| 年度           | 1日平均人次    |
| -------------- | -------------- |
| 2009年         | 9,729          |
| 2010年         | 10,066         |
| 2011年         | 10,492         |

在2019年度，1日平均乘車人次為4,974人，在JR九州車站中排名第43位。
| 年度               | 1日平均 乘車人次 |
| ------------------ | ---------------- |
| 2016年（平成28年） | 4,786            |
| 2017年（平成29年） | 4,840            |
| 2018年（平成30年） | 4,902            |
| 2019年（令和元年） | 4,974            |

## 車站周邊
車站周邊為篠栗町中心，鄰近篠栗町公所。在車站南邊約100米設有縣道607號，該縣道與篠栗線並行。在前往車站的道路上設有商店街。
此站雖時沒有跨站式站房，但是車站大樓內也有行人天橋橫過路軌並連接車站後方，使方便人們前往車站後方。在車站後方的土地開發了住宅區。
- 篠栗町公所
- 篠栗町立圖書館
- Create篠栗（綜合中心）
- Oasis篠栗（綜合保健福祉中心）
- 篠栗郵局（日语：篠栗郵便局）
- 篠栗醫院
- 福岡銀行篠栗分店
- 枡屋旅館
- 日本生協連篠栗冷藏物流中心

## 巴士路線
在車站正面的縣道607號上設有西鐵巴士「篠栗」巴士站。另外，在車站正面的篠栗町公所位置設有篠栗町社區巴士（免費）和Oasis篠栗巡回巴士「篠栗町公所前」巴士站。在車站後方的Oasis篠栗前設有「Oasis篠栗」巴士站。鄰接久山町的社區巴士「Iko巴士」設有路線駛入站前。

### 西鐵巴士
截至2019年4月1日，設有以下巴士路線（粗體為終點、起點巴士站）

#### 篠栗巴士站
- ■■ 31
  - 二瀨川→日之浦口 - 篠栗 - 長者原 - 二又瀨 - 妙見 - 天神 - 大濠公園
- ■310
  - 日之浦口 - 篠栗 - 長者原 - 都市高速 - 藏本 - 天神 - 大濠公園
  - 日之浦口→篠栗→長者原→都市高速→天神→藏本→都市高速→長者原→日之浦口
- ■ 臨時
  - 呑山觀音寺 - 篠栗上町 - 篠栗

### Oasis篠栗巡回巴士

#### 篠栗町公所前巴士站
- 乙犬路線 : Oasis篠栗 - 篠栗町公所前 - 若杉 - 乙犬 - 赤坂 - 篠栗町公所前 - Oasis篠栗
- 城戶路線 : Oasis篠栗 - 篠栗町公所前 - 大勢門 - 山手 - 内住 - 鄉之原

#### Oasis篠栗巴士站
- 和田路線: Oasis篠栗 - 田中 - 豐鋼材前 - 和田 - 津波黑 - Oasis篠栗
- 乙犬路線: Oasis篠栗 - 若杉 - 乙犬 - 赤坂 - Oasis篠栗
- 萩尾路線: Oasis篠栗 - 池の端 - 高田 - 金出 - 萩尾 - 一本松 - 呑山觀音寺
- 城戶路線: Oasis篠栗 - 大勢門 - 山手 - 內住 - 鄉之原

### Iko巴士（篠栗駅站巴士站）
- 幹線系統 篠栗站前 - 久山中學 - TORIUS（日语：トリアス (ショッピングセンター)）
- 幹線系統 篠栗站前 - 山之神 - 豬野 - TORIUS

## 相鄰車站
九州旅客鐵道（JR九州）
 福北豐線（篠栗線）
■快速
城戶南藏院前（JC08）－篠栗（JC06）－長者原（JC04）
■普通
筑前山手（JC07）－篠栗（JC06）－門松（JC05）

## 注腳
1. 1 2  . JR九州サービスサポート株式会社.   [2020-02-07]. （原始内容存档于2020-08-03） （日语）.
2. ↑  九州鉄道百年祭実行委員会・百年史編纂部会 (编).  初版. 九州旅客鉄道. 1988: 65 （日语）.
3. ↑  廣岡治哉 『近代日本交通史 明治維新から第二次大戦まで』 法政大學出版局，1987年4月15日。ISBN 978-4588600173
4. ↑  . 鐵道雜誌 (鐵道雜誌社). 1987-06, 21 (7): 105 （日语）.
5. ↑  九州鉄道百年祭実行委員会・百年史編纂部会 (编).  初版. 九州旅客鉄道. 1988: 181 （日语）.
6. ↑  『交通年鑑 昭和63年版』 交通協力會，1988年3月。
7. ↑  今村都南雄 『民営化の效果と現実NTTとJR』 中央法規出版，1997年8月。ISBN 978-4805840863
8. ↑  . 交通新聞 (交通新聞社). 2009-03-03: 1 （日语）.
9. ↑  . 九州旅客鉄道.   [2013-06-07]. （原始内容存档于2013-06-07） （日语）.
10. 1 2   (PDF). 九州旅客鉄道.   [2020-09-24]. （原始内容存档 (PDF)于2020-08-24） （日语）.
11. ↑   (PDF). 九州旅客鉄道.   [2019-07-27]. （原始内容存档 (PDF)于2019-12-06） （日语）.

## 外部連結
- 篠栗（車站資訊） - 九州旅客鐵道（日語）